# Vlietzorg
Vlietzorg, ook wel gespeld als Vlietsorg en later ook bekend als het Klein Paviljoen, is een historische buitenplaats in de Noord-Hollandse stad Haarlem. Ze ligt in de wijk Houtvaartkwartier in Haarlem Zuid-West, aan de Buitenrustlaan, bij de karakteristieke bocht in het Zuider Buiten Spaarne die bekendstaat als De Kom. Sinds 27 november 1969 is Vlietzorg aangewezen als rijksmonument.

## Geschiedenis
Op het terrein van een reeds bestaande tuin aan het Zuider Buiten Spaarne liet Pieter van Zel tussen 1638 en 1670 een speelhuis bouwen. In 1686 werd het eigendom van de Haarlemse doopsgezinde koopman en fabrikant Abraham Inses, die het landgoed het jaar daarop liet uitbreiden. In 1688 dook voor het eerst de naam Vlietzorg op in een hofdicht van Antoni Jansens.

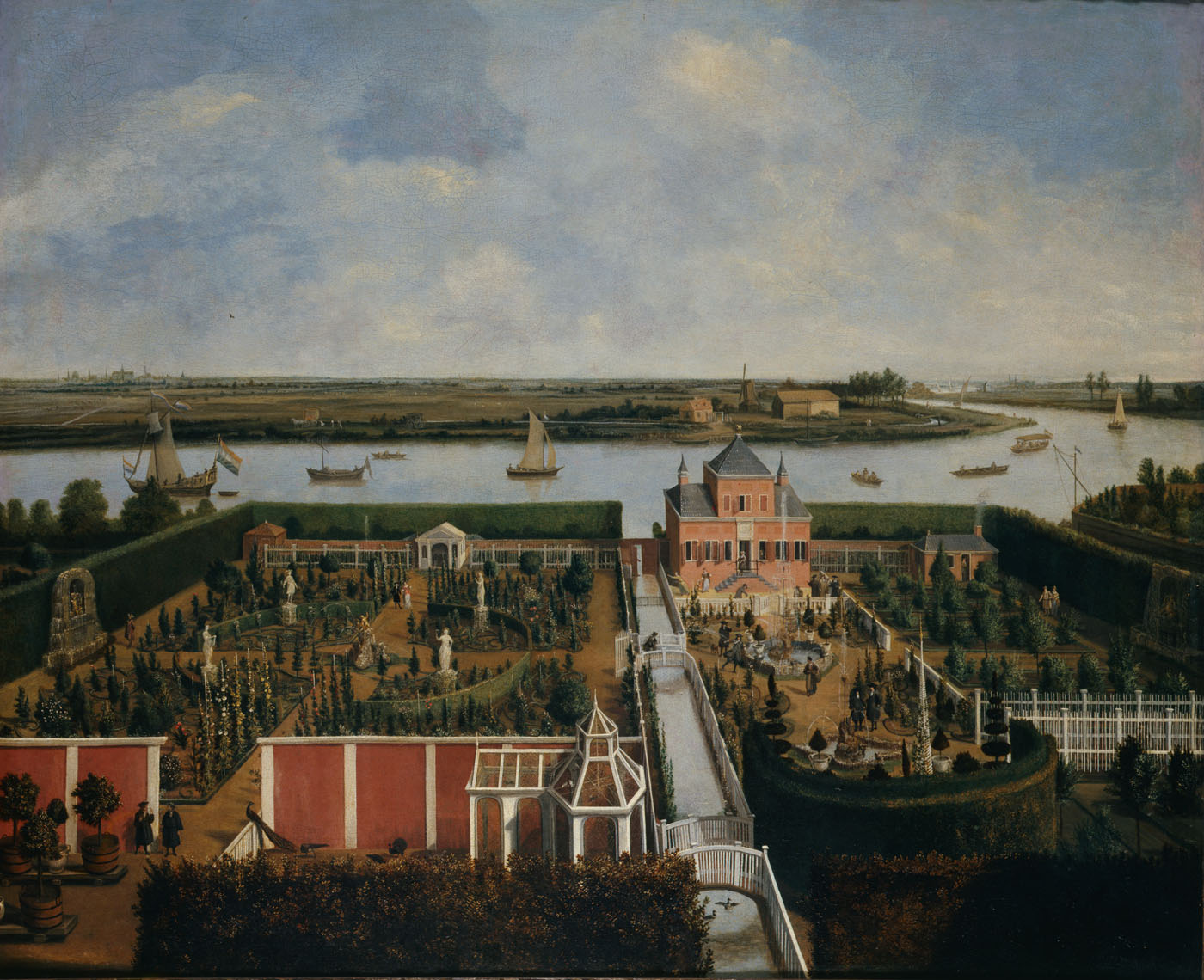
Een schilderij uit ca. 1699 met daarop de hofsteden Vlietzorg en Zorgvliet aan het Buiten Spaarne bij Haarlem

Rond 1800 gaf de goudsmid Hendrik Pieter de Pauw opdracht tot een ingrijpende verbouwing van het huis aan het Spaarne. De woning werd herbouwd op een rechthoekige plattegrond, met twee bouwlagen onder een schilddak, voorzien van twee schoorstenen op de hoeken. De gevels werden bepleisterd en wit geschilderd, wat het huis een duidelijk classicistisch uiterlijk gaf.
De voorgevel kreeg een symmetrische indeling, met in het midden een hoofdentree, omlijst door Ionische uitbouwen die een kroonlijst boven de deur ondersteunen. Aan weerszijden van de ingang werd een geblokte stenen band tegen de gevel geplaatst. Aan de achterzijde bevond zich een erker met een bovengelegen balkon en een terras aan de waterzijde.
De tuin werd heringericht in de Engelse landschapsstijl. Deze bestond uit verschillende elementen, waaronder een ruim plein met twee springende fonteinen, slingerende lanen in Engelse stijl, bloempartijen, een goudvissenkom en een gevarieerde beplanting van bomen en siergewassen. Op de buitenplaats bevonden zich verder een timmerschuur met loods, een koetshuis met stalling, een tuinmanswoning, een bleekveld en een moestuin.
In 1808 kocht koning Lodewijk Napoleon van Holland Vlietzorg, samen met de nabijgelegen buitenplaatsen Zorgvliet en Buitenzorg. Hij bezat sinds dat jaar ook het statige Paviljoen Welgelegen en liet zijn nieuwe bezittingen aan het Spaarne via een brug over de Kleine Houtweg verbinden met Welgelegen.
Buitenplaats Welgelegen – door Lodewijk Napoleon ook wel Het Paviljoen genoemd – kwam na diens vertrek samen met Vlietzorg in 1810 onder staatsbeheer. Toen Willem I in 1813 koning werd, kreeg prinses Wilhelmina van Pruisen, weduwe van stadhouder Willem V, het Paviljoen Welgelegen in 1814 toegewezen als buitenverblijf. Haar dochter, prinses Louise van Oranje-Nassau, weduwe van hertog Karel van Brunswijk-Wolfenbüttel, kreeg Vlietzorg als buitenhuis. In kranten en documenten uit die periode werd Vlietzorg ook wel aangeduid als het Klein Paviljoen.
In 1829 verkocht de staat het domein aan de voormalige zeepzieder Willem Martinus van der Aa, waarna het nog meerdere keren van eigenaar wisselde. Rond 1865 werd op het terrein aan de Kamperlaan een nieuw bijgebouw neergezet, dat door de tijd heen verschillende functies heeft gehad en tegenwoordig bekendstaat als het koetshuis. In 1984 werd het gebouw gebruikt als kinderdagverblijf van de Mariastichting. Vanaf de 19e eeuw werd de tuin geleidelijk bebouwd met woningen en werd de Buitenrustlaan aangelegd. Tegenwoordig is Vlietzorg particulier bewoond.